# Askewville
Askewville é uma cidade  localizada no estado norte-americano de Carolina do Norte, no Condado de Bertie.

## Demografia
Segundo o censo norte-americano de 2000, a sua população era de 180 habitantes. 
Em 2006, foi estimada uma população de 171, um decréscimo de 9 (-5.0%).

## Geografia
De acordo com o United States Census Bureau, a localidade tem uma área de 1,5 km², dos quais 1,5 km² cobertos por terra e 0,0 km² cobertos por água.

## Localidades na vizinhança
O diagrama seguinte representa as localidades num raio de 20 km ao redor de Askewville. 